# 1952 w Wojsku Polskim
Kalendarium Wojska Polskiego 1952 – wydarzenia w Wojsku Polskim w roku 1952.

## 1952
- wojska inżynieryjne rozminowały i przekazały do użytku 1925 ha ziemi ornej, 701 ha łąk i 2044 ha lasów, unieszkodliwiając 24 843 sztuk min, 488 577 sztuk amunicji dużych i średnich kalibrów oraz 665 126 sztuk amunicji małych kalibrów[1]
- do uzbrojenia Wojska Polskiego wprowadzono karabinek AK w wersji z kolbą stałą.

## Styczeń
16 stycznia
- minister obrony narodowej rozkazem nr 2 zatwierdził i wprowadził do użytku świadectwa ukończenia szkół wojskowych, odznakę pamiątkową dla absolwentów szkół oficerskich[1]
- wprowadzono dyrektywę nr 01 szefa GZP WP, która ustalała główne zasady działalności partyjno-politycznej w wojsku

21 stycznia
- Prezydent RP na Uchodźstwie August Zaleski powierzył generałowi brygady Romanowi Odzierzyńskiemu kierownictwo Ministerstwa Skarbu; generał Odzierzyński sprawował jednocześnie urząd Prezesa Rady Ministrów i Ministra Obrony Narodowej oraz pełnił funkcję kierownika Ministerstwa Sprawiedliwości[2] → Rząd Romana Odzierzyńskiego

## Luty
2 lutego
- uchwałą Rady Ministrów przedłużono czas trwania zasadniczej służby wojskowej[3]

10–13 lutego
- w Zakopanem odbyła się Zimowa Spartakiada Wojska Polskiego[1]

27 lutego
- Minister Obrony Narodowej wydał rozkaz Nr 7 w sprawie przedłużenia, do 31 października 1952, czasu trwania zasadniczej służby wojskowej szeregowcom i podoficerom, którym okres dwuletniej kadrowej i zastępczej służby wojskowej kończył się w lutym i czerwcu 1952. Przedłużenie służby było następstwem trwającej „zimnej wojny” i wojny w Korei[1].

## Marzec
1 marca
- podjęto uchwałę w sprawie organizacji przysposobienia wojskowego młodzieży[3]

## Kwiecień
2 kwietnia
- rozkaz ministra obrony narodowej o utworzeniu Centralnego Naukowo-Badawczego Poligonu Artyleryjskiego. Centralny Naukowo-Badawczy Poligon Artyleryjski w 1961 roku przekształcił się w Centrum Badań Uzbrojenia, a w 1965 roku w Wojskowy Instytut Techniczny Uzbrojenia[1]

8 kwietnia
- wydano rozkaz MON w sprawie akcji osiedleńczej żołnierzy 2. i 3. roku służby[3]

29 kwietnia
- weszła w życie ustawa z dnia 28 marca 1952 o służbie wojskowej szeregowców i podoficerów Sił Zbrojnych; podoficerowie, pełniący w chwili wejścia w życie ustawy wojskową służbę nadterminową lub zawodową, stali się z mocy prawa podoficerami nadterminowymi[4]

## Maj
1 maja-1 grudnia
- rozpoczęto formowanie jednostki (przeformowanie) jednostek Wojsk Lotniczych wymienionych w rozkazie Nr 0096/Org. Ministra Obrony Narodowej z dnia 11 grudnia 1951 → 3 Korpus Lotnictwa Myśliwskiego i 4 Korpus Lotnictwa Szturmowego

8 maja
- Minister Obrony Narodowej wydał zarządzenia:

Nr 54/MON w sprawie utworzenia Wydawnictwa Ministerstwa Obrony Narodowej
Nr 55/MON w sprawie utworzenia Domu Wojska Polskiego

## Czerwiec
26 czerwca
- we Wrocławiu-Leśnicy został sformowany 93 Pułk Artylerii Przeciwlotniczej

## Lipiec
Prezydium Rady Ministrów podjęło uchwałę przyznającą dodatkowe uprawnienia żołnierzom, którzy po zwolnieniu z wojska osiedlą się na terenach województw: koszalińskiego, szczecińskiego, zielonogórskiego, olsztyńskiego, wrocławskiego, opolskiego, gdańskiego oraz w niektórych powiatach województwa rzeszowskiego i lubelskiego
15-19 lipca
- przed Najwyższym Sądem Wojskowym w Warszawie odbył się proces tzw. „grupy kierownictwa konspiracji Marynarki Wojennej” → „Spisek komandorów”

w charakterze oskarżonych występowało siedmiu oficerów Marynarki Wojennej: komandor Stanisław Mieszkowski, komandor Jerzy Staniewicz, komandor Marian Wojcieszek, komandor porucznik Zbigniew Przybyszewski, komandor porucznik Robert Kasperski, komandor porucznik Wacław Krzywiec i komandor porucznik pilot Kazimierz Kraszewski
18 lipca
- Minister Obrony Narodowej wydał zarządzenie w sprawie udzielenia przez wojsko pomocy państwowym gospodarstwom rolnym w czasie żniw[3]

20 lipca
- na lotnisku Warszawa-Okęcie odbył się pokaz lotniczy zorganizowany dla „Młodych Przodowników-Budowniczych Polski Ludowej”[1][7]

22 lipca
- Sejm Ustawodawczy uchwalił Konstytucję Polskiej Rzeczypospolitej Ludowej, której artykuł 6 brzmiał: „Siły Zbrojne Polskiej Rzeczypospolitej Ludowej stoją na straży suwerenności i niepodległości Narodu Polskiego, jego bezpieczeństwa i pokoju”[8]

31 lipca
- Najwyższy Sąd Wojskowy w Warszawie skazał:

komandorów: Mieszkowskiego, Staniewicza, Wojcieszka, Przybyszewskiego i Kasperskiego na karę śmierci,
komandorów Krzywca i Kraszewskiego na karę dożywotniego więzienia

## Sierpień
7 sierpnia
- w więzieniu mokotowskim został stracony pułkownik pilot Bernard Adamecki

## Wrzesień
posłem do Sejmu PRL wybrany został ppłk pil. Edward Chromy
17 września
- na lotnisku Redzikowo został sformowany 28 Pułk Lotnictwa Myśliwskiego[9]

## Październik
1 października
- Minister Obrony Narodowej marszałek Polski Konstanty Rokossowski „zatwierdził i wprowadził do użytku w Wojskach Lądowych, Wojskach Lotniczych, Wojskach Obrony Przeciwlotniczej, w Marynarce Wojennej i w Piechocie morskiej «Przepisy ubiorcze żołnierzy Sił Zbrojnych w czasie pokoju»”, sygn. Mund.-Tab. 3/52[10][1][5] → Mundur ludowego Wojska Polskiego

## Listopad
19 listopada
- Prezydent RP Bolesław Bierut skorzystał z prawa łaski wobec komandorów Mariana Wojcieszka i Roberta Kasperskiego, którym orzeczoną karę śmierci zamieniono na karę dożywotniego więzienia

## Grudzień
1 grudnia
- weszła w życie ustawa z dnia 22 listopada 1952 o przysiędze wojskowej[11] → Przysięga wojskowa

8 grudnia
- Minister Obrony Narodowej wydał rozkaz Nr 72/MON w sprawie wprowadzenia kordzika, jako służbowej broni bocznej oficerów Marynarki Wojennej[1]

12 grudnia
- w więzieniu mokotowskim w Warszawie został stracony komandor Jerzy Staniewicz

16 grudnia
- w więzieniu mokotowskim w Warszawie zostali straceni: komandor Stanisław Mieszkowski i komandor porucznik Zbigniew Przybyszewski

23 grudnia
- wszedł w życie dekret Rady Państwa z dnia 10 grudnia 1952 o akademiach wojskowych; dekret określał zadania i organizację wewnętrzną akademii wojskowej, w tym podział akademii na wzór radziecki, na fakultety i kursy; ponadto dekret normował zasady przyjęcia na studia oraz prawa i obowiązki słuchaczy, a także określał prawa nadawania stopni naukowych; dekret wprowadził dwa stopnie naukowe: niższy — stopień kandydata nauk i wyższy — stopień doktora nauk[12]

- Minister Obrony Narodowej wprowadził klasy kwalifikacyjne dla pilotów i nawigatorów – klasy 1, klasy 2 i klasy 3, a każda z klas uprawniała do dodatku w wysokości 20%, 15% i 10%[5][7]